# Palle Kjærulff-Schmidt
Palle Kjærulff-Schmidt (ur. 7 lipca 1931 w Esbjerg, zm. 14 marca 2018) – duński reżyser i scenarzysta filmowy.

## Życiorys
Był synem aktora Helge Kjærulffa-Schmidta.
Wyreżyserował 32 filmy pomiędzy 1957 a 1995. Dramat egzystencjalny Dwoje (1964) brał udział w konkursie głównym na 15. MFF w Berlinie. Dwa lata później film Historia Barbary (1967) startował w sekcji konkursowej na 17. MFF w Berlinie. Nowelowy film 4x4 (1965), zrealizowany przez twórców z czterech krajów skandynawskich, brał udział w konkursie na 4. MFF w Moskwie.
Zmarł 14 marca 2018 po krótkiej chorobie w wieku 86 lat.

## Wybrana filmografia
- Dwoje (To, 1964)
- 4x4 (1965)
- Była sobie wojna (Der var engang en krig, 1966)
- Historia Barbary (Historien om Barbara, 1967)
- Tukuma (1984)